# Cecropis cucullata
A Cecropis cucullata a verébalakúak (Passeriformes) rendjébe, ezen belül a fecskefélék (Hirundinidae) családjába és a Cecropis nembe tartozó faj. 18–20 centiméter hosszú. Közép-Afrika déli és Kelet-Afrika középső területein költ, ezt követően Kelet-Afrika déli részein és Dél-Afrikában él, a füves, vízhez közeli területeket kedveli, 2000 méteres tengerszint feletti magasságig. Rovarevő.  Szeptembertől májusig terjed a költési időszak. A fészekalj általában három tojásból áll, melyeken a nőstény egyedül költ 17-20 napon keresztül. A mindkét szülő által táplált fiókák 23-30 nap után repülnek ki a fészekből, de egy ideig még visszatérnek etetést igényelve.

## Fordítás
- Ez a szócikk részben vagy egészben  a   Greater striped swallow című angol Wikipédia-szócikk fordításán alapul.  Az eredeti cikk szerkesztőit annak laptörténete sorolja fel. Ez a jelzés csupán a megfogalmazás eredetét és a szerzői jogokat jelzi, nem szolgál a cikkben szereplő információk forrásmegjelöléseként.